# Stora kyrkan, Östersund
Stora kyrkan eller Östersunds nya kyrka är en kyrkobyggnad som ligger i stadsdelen Söder, vid Österängsparken, i centrala delarna av Östersund och ungefär 800 meter söder om Östersunds gamla kyrka. Kyrkan tillhör Östersunds församling i Härnösands stift.

## Kyrkobyggnaden
Stora kyrkan uppfördes efter ritningar av arkitekt Lars Israel Wahlman och invigdes 14 juli 1940 av biskop Torsten Bohlin. Kyrkobyggnaden har en stomme av tegel och vilar på en sockel av granit. Till sin form är kyrkan en basilika med högt mittskepp omgivet av två lägre sidoskepp. Vid kyrkans östra kortsida finns ett tresidigt kor. Vid västra kortsidan finns ett kraftigt kyrktorn med ingång.
Altartavlan är en 170 kvadratmeter stor al frescomålning på korväggen. Målningen skapades åren 1939-1940 av professor Hilding Linnqvist.

## Inventarier
- Dopfunten är formgiven av Sune Overud i Odensala.
- På södra väggen hänger en ryamatta vävd 1936 av kvinnliga patienter på Frösöklinikerna.
- En minnesljusbärare, som kan bära 72 ljus, är tillverkad av Christer Wall på Hults smide i Östersund.

### Orglar
- Läktarorgeln är tillverkad av Grönlunds Orgelbyggeri i Gammelstad och invigd 1995.[2]

| Huvudverk I (C-a3) | Öververk II       | Svällverk III     | Pedalverk          | Koppel        |
| ------------------ | ----------------- | ----------------- | ------------------ | ------------- |
| Principal 16'      | Fugara 8'         | Bourdon 16'       | Bourdon 32'        | III/I         |
| Principal 8'       | Gedackt 8'        | Basetthorn 8'     | Principal 16'      | II/I          |
| Spetsflöjt 8'      | Principal 4'      | Rörflöjt 8'       | Subbas 16'         | III/II        |
| Dubbelflöjt 8'     | Täckflöjt 4'      | Salicional 8'     | Oktava 8'          | III/P         |
| Gamba 8'           | Waldflöjt 2'      | Voix celeste 8'   | Borduna 8'         | II/P          |
| Oktava 4'          | Nasat 1 1/3'      | Oktava 4'         | Koralbas 4'        | I/P           |
| Rörflöjt 4'        | Sesquialt. 2 chor | Fl. Travers 4'    | Rörflöjt 4'        | III 16'/I     |
| Kvint 2 2/3'       | Scharff 3 chor    | Nasard 2 2/3'     | Rauschkvint 5 chor | III 16'       |
| Oktava 2'          | Trumpet 8'        | Svegel 2'         | Fagott 32'         |               |
| Mixtur 4 chor      | Krumhorn 8'       | Tierce 1 1/3'     | Basun 16'          |               |
| Gr. Cornett 5 chor | Tremulant         | Mixtur 4 chor     | Trumpet 8'         |               |
| Trumpet 16'        | Crescendosvällare | Bombarde 16'      | Trumpet 4'         |               |
| Trumpet 8'         |                   | Tr. Harm. 8'      |                    |               |
|                    |                   | Oboe 8'           |                    |               |
|                    |                   | Clarion 4'        |                    |               |
|                    |                   | Tremulant         |                    | Cymbelstjärna |
|                    |                   | Crescendosvällare |                    | Klockspel     |

- Kororgeln byggdes 1976-77 av Olof Hammarberg, Göteborg.[3]

| Huvudverk I         | Bröstverk II      | Pedalverk       | Koppel |
| ------------------- | ----------------- | --------------- | ------ |
| Rörflöjt 8'         | Gedackt 8'        | Ged. pommer 16' | II/I   |
| Principal 4'        | Rörflöjt 4'       | Borduna 8'      | II/P   |
| Koppelflöjt 4'      | Principal 2'      | Oktava 4'       | I/P    |
| Waldflöjt 2'        | Nasat 1 1/3'      | Fagott 16'      |        |
| Sesquialtera 2 chor | Cymbel 2 chor     | Zinka 4'        |        |
| Mixtur 3 chor       | Oboe 8'           |                 |        |
|                     | Tremulant         |                 |        |
|                     | Crescendosvällare |                 |        |